# Francesco Ricci
Francesco Ricci (ur. 1 lutego 1679 w Rzymie, zm. 8 stycznia 1755 tamże) – włoski kardynał.

## Życiorys
Urodził się 1 lutego 1679 roku w Rzymie, jako syn Miniata Ricciego i Marii Maddaleny Capodifierro. Po studiach prawniczych został referendarzem Trybunału Obojga Sygnatur i klerykiem Kamery Apostolskiej. 9 września 1743 roku został kreowany kardynałem prezbiterem i otrzymał kościół tytularny Santa Maria del Popolo. 3 maja 1744 roku przyjął święcenia diakonatu. Zmarł 8 stycznia 1755 roku w Rzymie.